# Władimir Kislicyn

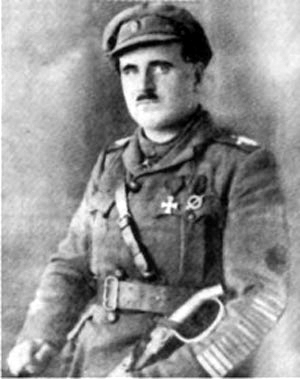
Władimir Kislicyn

Władimir Aleksandrowicz Kislicyn, ros. Владимир Александрович Кислицын (ur. 9 stycznia 1883 w Kijowie, zm. 17 maja 1944 w Harbinie w Mandżukuo) – rosyjski wojskowy (generał major), emigracyjny działacz polityczny i kombatancki.
W 1900 ukończył szkołę wojskową piechoty w Odessie, zaś w 1908 – oficerską szkołę kawaleryjską. Brał udział w wojnie rosyjsko-japońskiej w latach 1904–1905, a następnie w I wojnie światowej. Początkowo był oficerem XXIII odeskiej brygady pogranicznej, zaś od sierpnia 1916 – 11 pułku dragonów. W 1917 awansował do stopnia kapitana i objął dowództwo tego pułku. Następnie dowodził pułkiem strzeleckim 1 dywizji kawalerii. W 1918 został dowódcą ukraińskiej 3 dywizji kawalerii, a następnie III korpusu kawalerii w okresie tzw. Hetmanatu (rządów hetmana Pawło Skoropadskiego). Uczestniczył w obronie Kijowa przed wojskami bolszewickimi. W styczniu 1919 został aresztowany przez władze niemieckie i wywieziony do Niemiec. Stamtąd, po uwolnieniu, przedostał się do Archangielska, gdzie wstąpił do wojsk białych Rosjan, obejmując dowództwo kompanii, a następnie pułku Armii Północnej gen. Jewgienija K. Millera. W lipcu wraz z grupą oficerów przeszedł przez Ural do armii adm. Aleksandra W. Kołczaka na Syberii. Objął dowodzenie II brygadą ufijskiej dywizji kawalerii. W październiku awansował na pułkownika. W grudniu został dowódcą tej dywizji. Od kwietnia 1920 dowodził 1 dywizją kawalerii, a następnie I samodzielną brygadą kawalerii Armii Dalekowschodniej atamana gen. Grigorija M. Siemionowa. W latach 1921–1922 był dowódcą 1 mieszanej dywizji mandżurskiej. Od 1914 był 14-krotnie raniony w okolicy głowy. W listopadzie 1922 wyemigrował do Harbina, gdzie wstąpił do policji. Stanął na czele ruchu legitymistów-monarchistów popierających prawa do tronu carskiego wielkiego księcia Kiryła Władimirowicza. Należał też do innych organizacji białych Rosjan. W 1928 został awansowany do stopnia generała majora przez księcia. Od 1 czerwca 1935 był komendantem rosyjskich oddziałów policji dróg żelaznych Północnej Mandżurii. W 1936 zostały opublikowane jego wspomnienia. Ukończył wyższe kursy naukowo-wojskowe prowadzone w Paryżu przez gen. Nikołaja N. Gołowina. W latach 1938–1943 przewodniczył Głównemu Biuru do spraw Rosyjskich Emigrantów w Mandżurii z siedzibą w Harbinie, które podlegało władzom Mandżukuo i prowadziło bliską współpracę z japońskimi służbami wywiadowczymi.